# 開端 (クルアーン)
開端(アル＝ファーティハ、Al-Fatiha)はクルアーンの最初のスーラで、マッカ時代最初期の啓示の一つである。アッラーの導きと支配、慈悲を称える7つのアーヤから構成される。このスーラは毎日の祈りサラートの最初の部分に使われる。ムスリムは1日に最低17回は開端を暗唱する。
開端章は、ファーティハ・アルキターブ（Fatiha al-Kitāb）とも呼ばれる（ファーティハは動詞「開く」の派生語）。

## 解釈
ムスリムは、クルアーンはアッラーからアラビア語で与えられた啓示であると信じている。他の言語への翻訳は単に表面的な訳に過ぎず、真のクルアーンではないと考えている。
原語のアラビア語とその翻訳は以下のようになる。
1:1  بِسْمِ ٱللَّهِ ٱلرَّحْمَٰنِ ٱلرَّحِيمِ ۝
Bismillāhi r-raḥmāni r-raḥīmi
神の御名の下に最高の慈悲を。
1:2  ٱلْحَمْدُ لِلَّهِ رَبِّ ٱلْعَٰلَمِينَۙ ۝
Al ḥamdu lillāhi rabbi l-'ālamīna
全ての感謝は世界の神アッラーただ一人へ。
1:3  ٱلرَّحْمَٰنِ ٱلرَّحِيمِۙ ۝
Ar-raḥmāni r-raḥīm
アッラーは最高の慈悲を持ち、
1:4  مَٰلِكِ يَوْمِ ٱلدِّينِۗ ۝
Māliki yawmi d-dīn
最後の審判の日の支配者である。
1:5  إِيَّاكَ نَعْبُدُ وَإِيَّاكَ نَسْتَعِينُۗ ۝
Iyyāka na'budu wa iyyāka nasta'īn
我々はあなたのみを崇拝し、あなたのみに助けを求める。
1:6  ٱهْدِنَا ٱلصِّرَٰطَ ٱلْمُسْتَقِيمَۙ ۝
Ihdinā ṣ-ṣirāṭa l-mustaqīm
我々全てを正しい道に導きたまえ。
1:7  صِرَاطَ الَّذِينَ أَنْعَمْتَ عَلَيْهِمْ غَيْرِ الْمَغْضُوبِ عَلَيْهِمْ وَلَا الضَّالِّينَ ۝
Ṣirāṭa l-ladīna an'amta 'alayhim ġayri l-maġḍūbi 'alayhim walā ḍḍāllīn
あなたの怒りを与えられた者や自分の道を見失った者ではなく、あなたの恩寵を授けられた者の道に。

## 備考
"bismillāhir rahmānir rahīm"という最初の節（この節のことを「タスミ（tasmiyya）」と呼ぶことがある）は、ムスリム社会の至る所で見られるため、非アラビアの人にも馴染みがあるかもしれない。この節は、第9章を除くクルアーンの全ての章の冒頭に登場する。日常の祈りの際、全ての章の前に暗唱される他、神の祝福を得る手段として日常の様々な行動の前にも暗唱される。なお、この文はUnicodeにおいて、定型文の合字として登録されている：U+FDFD ﷽ 。
"ar rahmān"と"ar rahīm"という2語の言葉は、しばしば「慈悲深い」等と翻訳される。最上級で「最も慈悲深い」等と訳されることもある。前者は程度を表し、後者は時間を表す。
第2節のالحمد الله"（アルハムドゥリッラー）は、アラビア語で最も有名なフレーズの1つであり、個人の意志や幸福、不幸への慰めを意味する。この節には、神の2つの名前"الله"と"رب"の関係が出てくる点でも重要である。前者は神の遍在的な名前であり、後者はおおよそ英語のLordに相当するものである。どちらもヘブライ語の"rabbi"に由来する。この2語を全て赤字で印刷しているクルアーンもある。
第4節の最初の単語は、クルアーンの版によって異なっている。最もポピュラーなのは、「王」を意味する短いaの"maliki"か、「主人」を意味する長いaの"māliki"である。"maliki"も"māliki"も、どちらも同じセム語根に由来している。
第7節で、「あなたの怒りを与えられた者」という表現はユダヤ教、「自分の道を見失った者」という表現はキリスト教に取り入れられている。

## 統計
このスーラには、7つの節、29語、139文字が含まれているが（第1節を除くと25語120文字）、Ibn Kathirは「開端は25語113文字からなっていると言われている」と語っている。これは、文字の数え方の違いによるものである。また、クルアーンは元々書かれたものではなく口承のものなので、英語と米語のような若干のスペルの違いがある。

## 重要性
ハディースの中に「祈りの中に開端のスーラを入れない場合、その祈りは無効である」と書かれているため、多くのイスラム学者がこの節の重要性を強調している。実際には、伝統に則ったサラートを行うムスリムは最低でも1日17回は開端のスーラを唱えることになる。
13章（雷電）39節などにある「ウンム・アル＝キターブ（umm al-kitāb）」という語は、字義通りに受け取ると、「書物の母」を意味するというが、この第1章（開端）自体全体を指しているという指摘もある。